# Бельский, Феликс Иннокентьевич
Фе́ликс Инноке́нтьевич Бе́льский (11 мая 1929, Ишим, Уральская область, РСФСР, СССР — 7 февраля 2009, Москва, Россия) — советский и российский художник-график, член-корреспондент Российской академии художеств (2007).
Отец советского и российского художника, академика РАХ (2007) Бориса Феликсовича Бельского (род. 1960).

## Биография
Родился 11 мая 1929 года в г. Ишим Уральской области, жил и работал в Москве.
В 1951 году окончил Московскую среднюю художественную школу, в 1968 году окончил МГХИ им. В. И. Сурикова.
С 1968 по 1972 год — преподаватель кафедры рисунка и живописи Московского технологического института.
С 1973 года — член Союза художников СССР.
С 1973 по 1981 год — преподаватель кафедры рисунка и пластической анатомии МГХИ им. В. И. Сурикова.
В 2007 году — избран членом-корреспондентом Российской академии художеств.
Феликс Иннокентьевич Бельский умер 7 февраля 2009 года в Москве.

## Творческая деятельность
Произведения:
- графика — серии «Таллинский порт» (1970), «Старая Рига» (1970-73), «Студенты Технологического института» (1972-73), «Воины Таманской дивизии» (1972, 1978), «Люди аэрофлота» (1973), «Металлурги Ново-Липецкого комбината» (1974), «Металлурги завода „Серп и молот“» (1975-76), «Земля Тюменская» (1977-78), «Спорт» (1979), «Московское метро» (1980), «Весна в Тарусе» (1981), «Аэрофлот» (1983), «Атом — миру» (1984), «Цветы и кони», «Земля и крылья» (оба — 1985), «Русские поэты» (1989);
- живопись — «Портрет генерала П. А. Белова. 1942 год» (1985), «Портрет маршала Г. К. Жукова» (1988), «Портрет маршала К. К. Рокоссовского» (1988), «Портрет скульптора В. Думаняна» (1989), «Дама с собачкой» (1990), «Пушкин на Кавказе» (1990), «Греческий философ Платон» (2001), «Греческий философ Сократ» (2002), «Портрет Ф. Гегеля» (2003), «Композитор Скрябин» (2004), «Русская тройка» (2005), «В лесу» (2006).